# Húrin Thalion
Húrin Thalion – postać ze stworzonej przez J.R.R. Tolkiena mitologii Śródziemia.
Jest jednym z wielkich wojowników ludzi z okresu Pierwszej Ery, wiernym sojusznikiem elfów. Nawet po przegranej bitwie i wzięciu do niewoli, nie ulega Morgothowi, władcy sił zła, choć sprowadza to na jego rodzinę klątwę. Przez to losy samego bohatera, jak i wszystkich jego bliskich, naznaczone są cierpieniem i nieszczęściami.
Húrin pojawia się w Silmarillionie, Dzieciach Húrina i Niedokończonych opowieściach. Wspomina się o nim również we  Władcy Pierścieni.
- W angielskim oryginale – Húrin Thalion
- Przekład Marii Skibniewskiej – Húrin Thalion (Hurin)[2]
- Przekład Pauliny Braiter i Agnieszki Sylwanowicz – Húrin Thalion
- Przekład Radosława Kota – Húrin Thalion

## Silmarillion
Húrin był Adanem, urodzonym w 441 roku Pierwszej Ery. Zmarł w 503 roku tej samej ery. Był trzecim władcą Dor-lóminu i przywódcą Rodu Hadora.

### Pochodzenie i młodość
Był najstarszym synem Galdora i Harethy. Pochodził z rodu Hadora. Miał brata imieniem Huor.
Urodził się i wychował w Dor-lóminie. Następnie na pewien czas rodzice wysłali go z bratem do Brethilu, gdzie obaj przebywali pod opieką wuja Haldira. Synowie Galdora uczestniczyli w toczonych przez Haladinów walkach z orkami.
W trakcie jednej z bitew (w 457 roku) Húrin i Huor  zostali odcięci do reszty swoich towarzyszy. Musieli uciekać przed nieprzyjaciółmi aż do brodu Brithiach. Nie dostali się do niewoli, bowiem pomocy udzielił im sam Ulmo. Gęsta mgła uniosła się znad rzeki i ukryła ściganych przed wzrokiem wrogów, dzięki czemu uciekli do Dimbaru. Błąkających się wśród pustkowi i szczytów Crissaegrimu, wypatrzyły orły Thorondora i zaniosły do Gondolinu. Tam, przez blisko rok, Húrin i Huor, przebywali otoczeni opieką oraz życzliwością króla Turgona. Ostatecznie jednak wyprosili u monarchy by ich wypuścił. Obaj złożyli przysięgę, iż nie wyjawią nikomu położenia Gondolinu i orły zaniosły ich do Dor-lóminu.

### Małżeństwo i przywództwo rodu
Po upływie kilku lat Húrin poślubił Morwenę, córkę Baragunda z Pierwszego Rodu. Miał z nią troje dzieci – córki Urwenę i Niënor oraz syna Túrina. Często brał udział w walkach z wojskami Morgotha na granicach. W 462 roku, po śmierci ojca, objął władzę nad plemieniem, ciągle wypuszczał się z armią Fingona, który strzegł (...) Hithlumu (...).

### Nirnaeth Arnoediad
W roku 473, wraz z Huorem, na czele oddziałów Edainów z Dor-lóminu, wyruszył razem z siłami elfów, skupionymi w Lidze Maedhrosa, do ataku na siedzibę Morgotha. Wyprawa ta zakończyła się bitwą Nirnaeth Arnoediad. Gdy klęska była już przesądzona, Húrin i Huor nakłonili Turgona, by wycofał się do Gondolinu. Na czele resztek swych ludzi osłaniali odwrót monarchy, broniąc pozycji przy moczarach Serech, aż orkowie wycięli ich w pień. W końcu Hurin został sam; odrzucił tarczę i oburącz chwycił topór. (...) wzięli go żywcem z rozkazu Morgotha: orkowie obejmowali go i czepiali się rekami jego odzieży (...) wreszcie Hurin upadł nakryty mrowiem napastników. Wtedy Gothmog związał go i zawlókł do Angbandu, szydząc z pokonanego.

### Jeniec Morgotha
Morgoth, gdy przyprowadzono do niego jeńca, usiłował się dowiedzieć, gdzie jest położony Gondolin, bowiem wiedział o pobycie Húrina w tym królestwie. Oferował mu odzyskanie wolności lub wysoką pozycję w jego armii za wyjawienie tej tajemnicy. Húrin jednak szyderczo odpowiadał Władcy Ciemności, nie zdradził też tajemnicy Turgona. Morgoth rzucił więc na niego i jego rodzinę klątwę. Swego jeńca kazał uwięzić na kamiennym siedzisku na zboczu Thangorodrimu. Tak też miało się stać, lecz opowieści i pieśni nie wspominają, że Hurin kiedykolwiek błagał Morgotha o miłosierdzie lub o śmierć dla siebie czy też dla swoich ukochanych.
Przez kolejne lata Władca Ciemności przedstawiał mu fałszywe losy rodziny, zatajając albo zniekształcając każdą dobrą wiadomość, szczególnie zaś oczerniając Thingola i Melianę.

### Uwolnienie i dalsze losy
W rok po tragicznej śmierci Túrina i Niënor (502), Morgoth wypuścił postarzałego Húrina, chcąc go jeszcze wykorzystać do swych celów. Uwolniony przebywał przez krótki czas w ojczystym Dor-lóminie, lecz nieliczni Edainowie unikali go myśląc, że przeszedł na stronę Morgotha. Rozgoryczony bohater skierował się w okolice gór Crissaegrimu, bezskutecznie nawołując Turgona. W ten sposób jednak zdradził śledzącym go szpiegom Morgotha przybliżone położenie Gondolinu.
Wędrując dalej dotarł do Brethilu, do Kamienia Nieszczęśliwych, gdzie był pochowany Túrin. Spotkał tam swoją żonę, Morwenę, która jednak wkrótce zmarła. Pogrzebawszy ją, ogarnięty gniewem i pragnieniem zemsty ruszył do ruin Nargothrondu. Zabił tam krasnoluda Mîma, który wcześniej zdradził Túrina i zabrał stamtąd sławny naszyjnik Nauglamír. Podążył następnie do Menegroth, gdzie rzucił naszyjnik pod stopy Thingola ze słowami: Przyjmij tę zapłatę za rzetelną opiekę nad moją żoną i moimi dziećmi. Jednak pod wpływem słów Meliany gniew Húrina wygasł i zrozumiał, że Morgoth go okłamywał. Pozostawiwszy Nauglamír jako dar dla królewskiej pary, opuścił Doriath. Przez jakiś czas samotnie wędrował po Beleriandzie. Utraciwszy bliskich i sens życia w końcu rzucił się w głębię zachodniego morza. Tak zginął najpotężniejszy z wojowników, jakich wydało plemię śmiertelnych ludzi.

### Charakter i sława
Po swej matce pochodzącej z rodu Haladinów odziedziczył niezbyt imponującą postawę i był niższy od Edainów z Trzeciego Rodu. Jednak tak jak ojciec i dziadek Hador, miał jasną karnację i złote włosy. Był silny, zwinny i wytrzymały. W sercu mocno zbudowanego i porywczego młodzieńca ogień palił się jednak płomieniem równym, świadczącym o silnej woli i wytrzymałości. Spośród wszystkich ludzi Północy, on najwięcej poznał sekretów Ñoldorów.
Nosił przydomek Thalion – Nieugięty, Silny, bowiem nikt go nie złamał, nawet Morgoth. Sława tego wielkiego wojownika była bardzo żywa pośród elfów i ludzi przez kolejne wieki.

### Imię
Imię Húrin pochodzi z sindarinu i znaczy w tej mowie Ożywione serce. Przydomek Thalion jest również słowem sindarińskim.

## Księga Zaginionych Opowieści
Postać Húrina pojawia się już w najwcześniejszych tekstach mitologicznych Tolkiena, tych opublikowanych w Księdze zaginionych opowieści, pierwszych tomach cyklu Historia Śródziemia.
Nosi tam imię Úrin. Pewne informacje o nim znajdują się w szkicach dotyczących Bitwy Nieprzeliczonych Łez (tom pierwszy Księgi zaginionych opowieści, tekst Opowieść Gilfanona), jednak pełną historię jego życia zawiera Opowieść o Turambarze, zawarta w tomie drugim. Wedle drugiego z tych tekstów jego losy przedstawiały się następująco.
Úrin, władca ludzi, u boku elfów wyrusza do walki z Melkiem. Podczas Bitwy Nieprzeliczonych Łez walczy do końca wraz ze swymi podkomendnymi, jednak dostaje się do niewoli. Melko pragnie go wykorzystać jako szpiega, by odnalazł Turonda, któremu udało się przeżyć i wycofać w bezpieczne miejsce. Úrin jednak odmawia i nie daje się złamać, więc Melko każe go przykuć do wysokiej góry. Rzuca też klątwę na niego i jego rodzinę oraz Úrinowi podarował zdolność widzenia rzeczy odległych, tak by mógł na własne oczy dojrzeć niejedno nieszczęście (...) i by cierpienia bezradności doznawał, magią będąc spętanym.
Przez kolejne lata widzi tragiczne losy żony Mavwiny, syna Túrina i córki Nienóri. Gdy jego dzieci zginęły, Melko wypuścił go, oskarżając przy tym elfy o tchórzostwo, a zwłaszcza Tinwelinta, u którego przez jakiś czas przebywali jego bliscy. Úrin, któremu duszę wciąż zatruwały te słowa, zebrał z czasem oddział wolnych wojowników. Na jego czele zapuścił się do jaskiń Rodothlimów, elfów wśród których przez dłuższy czas żył Túrin i których siedziby zniszczył smok Glorund. Tam Úrin zabija krasnoluda Mîma, strażnika smoczego skarbu, który jednak przed śmiercią rzuca klątwę na całe to bogactwo. Oddział zabiera majątek i przybywa do siedziby Tinwelinta. Úrin zostawia królowi cały skarb jako obelgę dla niego, mówiąc: Weź go, tchórzliwy królu, i ciesz się, że są jeszcze odważni ludzie gotowi ci znosić bogactwa. Następnie opuszcza władcę elfów i osiedla się w krainie Hisilómë, gdzie umiera między ludźmi. Ponoć po śmierci jego cień, wraz z cieniem Mavwiny, nawiedzał miejsce zgonu Túrina i Nienóri, nim oboje odeszli do Mandosu.